# Marco Arruncio Áquila (cónsul 77)
Marco Arruncio Áquila  fue un senador romano que vivió en el siglo I y desarrolló su cursus honorum bajo los reinados de Nerón, Vespasiano, Tito y Domiciano. Fue cónsul sufecto en el año 77 con Gayo Catelio Céler. 

## Familia y orígenes
Ronald Syme señala que, como los otros cónsules originarios de Patavium, Áquila «fracasó en jugar un papel preponderante en la escena política».
Su padre era Marco Arruncio Áquila, cónsul sufecto en el año 66, lo que plantea dos hipótesis: o su padre tuvo a su hijo a una edad muy temprana, o él mismo fue cónsul siendo ya anciano.

## Carrera política
Una inscripción conservada ofrece un resumen de su carrera, cuyo texto se desarrolla de la siguiente forma:

M(arco) Arruntio

M(arci) f(ilio) Ter(etina) Aquilae 

IIIviro a(ere) a(rgento) a(uro) f(lando) f(eriundo) 

quaest(ori) Caesaris 4

trib(uno) pl(ebis) pr(aetori) co(n)s(uli)

XVviro sacr(is) fac(iundis) 

filio

Comenzó su carrera como triuviro monetal dentro del vigintivirato, cargo reservado a los jóvenes senadores de rango patricio o patrocinados directamente por el emperador. Después, fue nombrado cuestor asignado directamente al emperador, probablemente Nerón, cuyo nombre se omitía comúnmente en las inscripciones debido a la damnatio memoriae que sufrió. 
Su carrera continuó con las magistarturas tradicionales de tribuno de la plebe y pretor, culminando como cónsul sufecto en el año 77; posteriormente, Áquila  ingresó en el prestigioso colegio de los quindecimviri sacris faciundis, encargados de supervisar todos los aspectos del culto público del estado romano.